# Aşağıalican, Karakoyunlu
Aşağıalican là một xã thuộc huyện Karakoyunlu, tỉnh Iğdır, Thổ Nhĩ Kỳ. Dân số thời điểm năm 2011 là 570 người.